# Synagogenbezirk Eisleben
Der Synagogenbezirk Eisleben mit Sitz in Eisleben, heute die zweitgrößte Stadt im Landkreis Mansfeld-Südharz in Sachsen-Anhalt, wurde nach dem Preußischen Judengesetz von 1847 geschaffen. 
Zum Synagogenbezirk gehörten neben Eisleben die Orte Ermsleben, Friedeburg, Hettstedt, Leimbach und Mansfeld an.